# 37 mm автоматично оръдие 70-К
37 mm автоматично оръдие 70-К е автоматично оръдие калибър 37 mm, на въоръжение във ВМС на СССР от 1940 г. Артилерийската установка е морската версия на армейската 37 mm артустановка 61-К.

## История на проектирането
Разработката на 61-К започва в завод № 8 през 1935 г.
На основата на едностволното автоматично оръдие 70-К също са разработени двустволните ЗАУ 66-K (предназначени за въоръжение на крайцерите от проекта 68-К) и четиристволните ЗАУ 46-К (предназначени за въоръжение на линейните кораби „Съветски съюз“ и тежките крайцери „Кронщат“). Обаче по ред причини, в серийно производство тези установки така и не постъпват.

## История на експлоатацията
ЗАУ 70-К е създадена през 1938 г., а след 2 години (през 1940 г.) е приета на въоръжение от ВМФ. В периода 1942 – 1943 г. ЗАУ 70-К постепенно заменя на болшинството съветски кораби полуавтоматичната 45 mm артустановка 21-К. В периода на Втората световна война в съветския военноморски флот постъпват 1671 такива артустановки (и допълнително 489 единици модел 61-К постъпват в армията). Всичко до 1955 г. са произведени 3113 артилерийски установки 70-К.

## Описание на конструкцията
Зенитното оръдие 70-К има ствол моноблок, винтов казенник и вертикален клинов затвор. Автоматиката на ЗАУ работи за сметка на енергията на отката на ствола при къс откат на ствола. Захранването е патронно – непрекъснато, вертикално, с помощта на пълнители за 5 патрона. В отката участва пружинен досилател, свързан с казенника.
Охлаждането на АУ е въздушно и е явно неудачно: при 37 mm ствол с въздушно охлаждане дължината на непрекъснатата серия съставлява едва 100 изстрела в сравнение с не по-малко от 158 при ствол с водно охлаждане. След 100 изстрела стволът с въздушно охлаждане или трябва да се заменя (за което са необходими поне 15 минути), или да се чака охлаждането му, за около 1,5 часа.

## Тактико-технически характеристики на артилерийската установка
- Брой оръдия в АУ – 1
- Дължина на ствола пълна, mm/калибър – 2720/73,5 (с пламегасителя)
- Дължина на нарезната част – 2054 mm
- Обем на камерата – 0,267 dm³
- Брой нарезки – 16
- Ход на нарезите – 25 клб.
- Дълбочина на нарезите – 0,45 mm
- Скорост на вертикалната наводка (ръчна) – 15 градуса/секунда
- Скорост на хоризонталната наводка (ръчна) – 19, 6 °/s
- Дължина на отката – 150 – 170 mm
- Височина на линията на огъня – 10195 mm
- Радиус обмитане, по дулния срез/по казенната част – 2800/1080 mm
- Тегло на люлеещата част – 555 kg
- Тегло на откатните части на ствола – 127,5 kg
- Тегло на въртящата се част – 1100 kg
- Обща маса на АУ – 1350 kg
- Разчет – 5 – 6 души
- Начална скорост на снаряда – 880 m/s
- Далечина на стрелбата – 8400 m (балистична)
- Далечина на стрелбата балистична по самоликвидатор – 4000 m
- Маса на осколочно-трасирущия патрон/снаряд – 1496/732 g
- Маса на бронебойно-трасиращия патрон/снаряд – 1522/758 g
- Маса и марка барут – 210 g (барут марка 7/7)

## Боеприпаси и балистика
Изстрелите за оръдивто са комплектувани във вид на унитарен патрон. Дължината на гилзата е 252 мм, теглото – 536 г. В гилзата е поставен заряд от барут марка 7/14 (за изстрелите с бронебойни снаряди се използва барут марка 7/7): Ж-167 с тегло 0,205 кг или ЖН-167 за осколочните снаряди, Ж-167 с тегло 0,2 или 0,21 кг за бронебойни калибрени снаряди, Ж-167П с тегло 0,217 кг за подкалибрените снаряди. На дъното на гилзата е поставен капсул-възпламенител с тегло 5 г в текстилен картуз, между стената на гилзата и барута е поставен флегматизатор с тегло 9,2 г, завит на тръбичка. Над заряда е поставен размеднител във вид на намотка от оловна тел с тегло 4 г. Отгоре зарядът е закрепен с картонено кръгче, имащ срез в центъра за подсигуряване на възпламеняването на трасера. Изстрелите се съхраняват в съндъци по 30 патрона, преди употреба те се снаряжават в пълнител Ю-9 за по 5 патрона, теглото на пълнителя с патроните е 8 кг. Изстрелите за 70-К не са взаимозаменяеми с изстрелите за другите 37-мм оръдия (освен за неговия сухопътен оригинал 61-К), с изключение на 37-мм авиодесантно оръдие образец 1944 г. (ЧК-М1) и лимитираното авиационно оръдие Ш-37, създадени на основата на балистиката на 61-К и използващи аналогични боеприпаси.
Осколочно-трасиращите снаряди ОР-167 се използват по време на Великата Отечествена война. В следвоенните години на въоръжение е приет снарядът ОР-167Н. Снарядите използват взривателя МГ-37 със самоликвидатор, сработващ след отдалечаване на снаряда на дистанция около 4000 м.
Бронебойно-трасиращият снаряд БР-167 е плътен (няма вътрешен фугасен заряд), остър с балистичен наконечник. Подкалибреният бронебойно-трасиращ снаряд с обтекаема форма БР-167П изначално е разработен за оръдието ЧК-М1, произвежда се от 1944 г. (всичко за годините на войната са произведени 100 хил. 37-мм подкалибрени снаряда).
| Номенклатура на боеприпасите                                     |                    |                      |                |                      |                           |
| Тип                                                              | Индекс на изстрела | Тегло на снаряда, кг | Тегло на ВВ, г | Начална скорост, м/с | Далечина таблична, м      |
| Осколочни снаряди                                                |                    |                      |                |                      |                           |
| Осколочно-трасираща граната с взривател МГ-37                    | УОР-167            | 0,732                | 37 (ТНТ)       | 880                  | 4000 (от самоликвидатора) |
| Осколочно-трасираща граната с взривател Б-37 (следвоенен)        | УОР-167Н           | 0,735                | 34 (A-IX-2)    | 880                  | ?                         |
| Калибрени бронебойни снаряди                                     |                    |                      |                |                      |                           |
| Остроглав с балистичен наконечник, трасиращ масивен              | УБР-167            | 0,785                | няма           | 872                  | 1500                      |
| Подкалибрени бронебойни снаряди                                  |                    |                      |                |                      |                           |
| Подкалибрен трасиращ с обтекаема форма (във войските от 1944 г.) | УБР-167П           | 0,62                 | няма           | 960                  | 1000                      |

## Оценка
Недостатък на автомата е голямата загуба за време в цикъла в резултат на последователната работа на основните механизми: накат на ствола – досилка на патрона – затваряне на затвора. Съотношението между времето на цикъла – откат-накат на ствола и времето за работа на всички останали механизми на автомата (1 към 2) говори за нерационалност на използваната схема. Свободното движение на патроните в приемника допуска възможност за прехапването им в пълнителя и задържки.
Проведните, през 1940 г., сравнителни изпитания между съветската 37 mm артустановка 61-К и 40 mm американската ЗАУ „Бофорс“ показват, че те нямат съществени различия по своите основни характеристики.